# Joe Rogan
Joseph James Rogan, detto Joe (Newark, 11 agosto 1967), è un commentatore televisivo, comico, cabarettista, youtuber ed ex artista marziale statunitense.
Ricopre il ruolo di color commentator nella prestigiosa federazione statunitense di arti marziali miste Ultimate Fighting Championship dal 1997; ha invece iniziato con la stand-up comedy nel 1988 nell'area di Boston e da allora ha pubblicato numerosi album e special. Ha inoltre un proprio podcast, The Joe Rogan Experience, molto popolare su Spotify e YouTube.

## Biografia

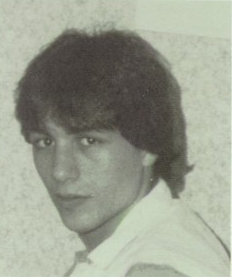
Joe Rogan nel 1985

Durante l'infanzia, la sua famiglia si sposta in varie zone degli Stati Uniti, fino a stabilirsi a Newton Upper Falls, nel Massachusetts, dove frequenta la Newton High School. I suoi genitori, di origine irlandese e italiana, divorziano quando ha solo cinque anni e dall'età di sei non vedrà più suo padre, un poliziotto. Ha frequentato per un breve periodo l'Università del Massachusetts a Boston.
Durante l'adolescenza si avvicina al mondo delle arti marziali e a quattordici anni comincia a studiare il Karate e poi il Taekwondo, disciplina, quest'ultima, nella quale vanta una cintura nera e la vittoria dei campionati nazionali. Ha inoltre un record di 2-1 come kickboxer amatoriale, ma si è ritirato dalle competizioni agonistiche all'età di ventuno anni in modo da non aggravare ulteriormente i danni da infortuni subìti. Nel 1996 comincia a praticare il Jiu jitsu brasiliano sotto Carlson Gracie, ottenendo la cintura nera sotto la guida del maestro Jean Jacques Machado; successivamente otterrà il massimo grado anche nel 10-th Planet Jiu jitsu.
Nonostante la formazione cattolico-romana, Rogan si è discostato dal cristianesimo, ritenendolo una forma di oppressione, pur affermando di ritenere possibile l'esistenza di Dio. È uno strenuo sostenitore della legalizzazione della cannabis e dell'uso di droghe psichedeliche come mezzo per ampliare la propria coscienza e come strumento da utilizzare nella meditazione. Pur non aderendo a nessun partito, le sue idee sono vicine al pensiero libertario.
Convinto cacciatore, fa parte del movimento "Eat what you kill", che si oppone allo sfruttamento massiccio dei capi di bestiame. Si è espresso contro la pratica della circoncisione dei neonati. Di recente (2021), è stato accusato di transfobia per alcune sue dichiarazioni definite inopportune dalla stampa.

## Carriera
Pur interessandosi alla stand-up comedy fin dall'adolescenza, Rogan cominciò a esibirsi solo nel 1988 su consiglio dei suoi compagni di Teakwondo e dopo aver assistito ad uno show di Richard Pryor, al quale riconosce una profonda influenza. Il suo stile è assimilabile alla cosiddetta "blue comedy", un genere di commedia che spesso usa termini volgari per parlare di argomenti (soprattutto sesso) non politically correct.
Nel 1994 si trasferisce a Los Angeles, che offriva più opportunità lavorative, e nel 1997 approda alla UFC di Dana White, prima come intervistatore e poi come commentatore.

### UFC

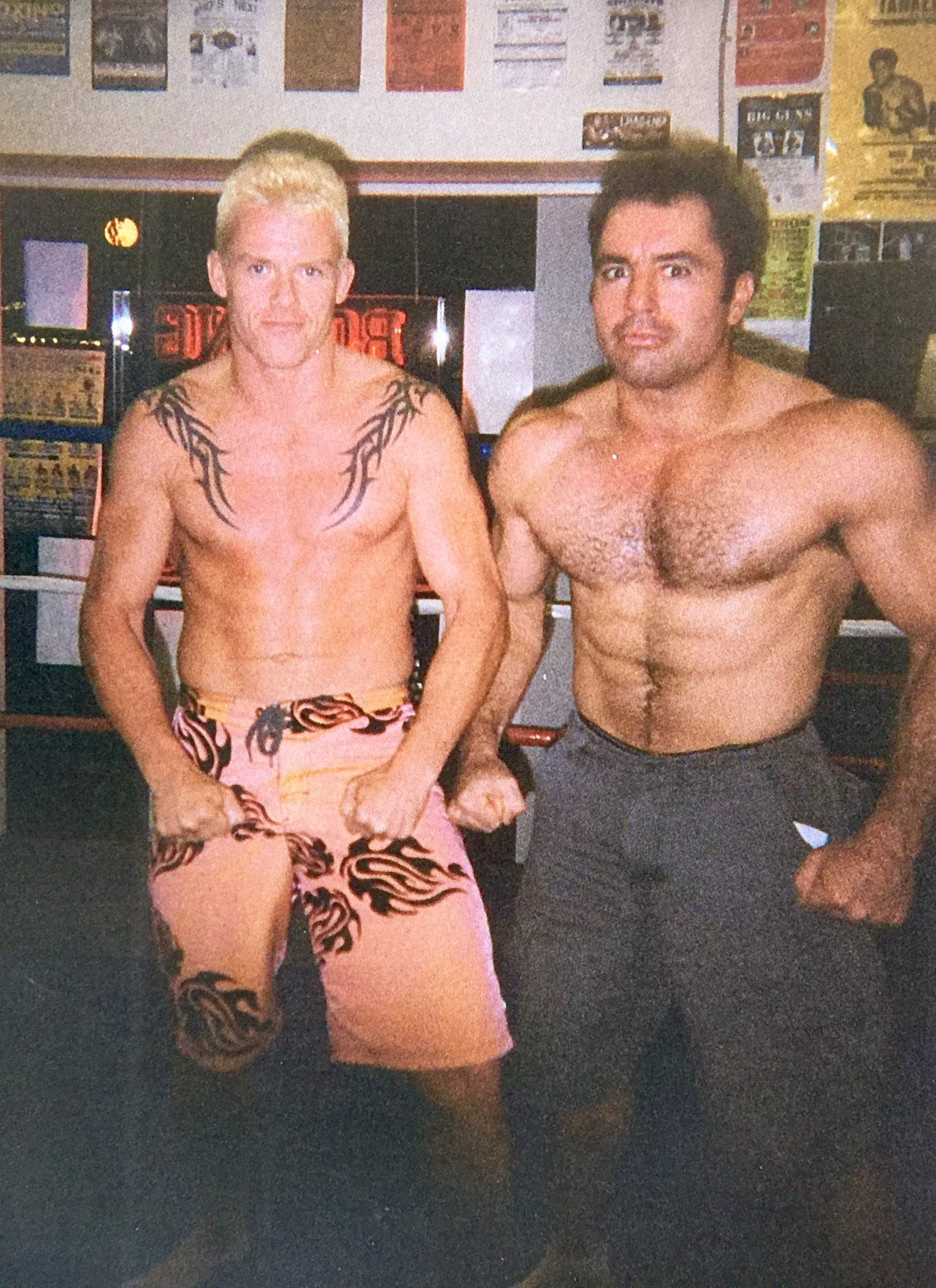
Joe Rogan (a destra) nel 2002

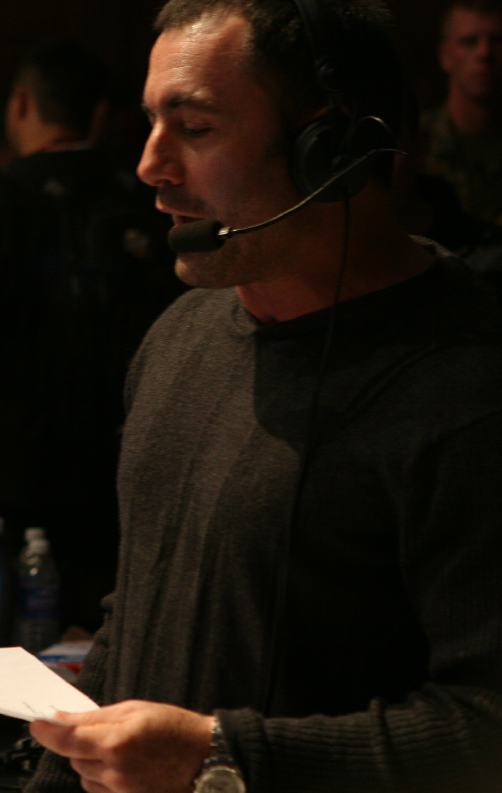
Joe Rogan mentre commenta un match in UFC nel 2006

Rogan iniziò a lavorare per la Ultimate Fighting Championship come intervistatore nel backstage e nei post-match; il primo show al quale prese parte si svolse il 7 febbraio 1997 a Dothan, Alabama. Egli si era interessato al jiu-jitsu nel 1994 dopo aver visto un combattimento di Royce Gracie a UFC 2: No Way Out, e tramite un amico entrò in contatto con il co-fondatore e produttore originale della UFC Campbell McLaren. Dopo due anni Rogan lasciò la compagnia in quanto lo stipendio era troppo basso per coprire i costi di trasferta per seguire gli eventi, che spesso avevano luogo in remote località rurali. Quando l'UFC venne rilevata dalla società Zuffa nel 2001, Joe presenziò a qualche evento e fece amicizia con il nuovo presidente Dana White, il quale gli offrì un lavoro come commentatore che però inizialmente rifiutò perché, a suo dire, "voleva solo godersi gli incontri e bere".
Nel 2002 White riuscì anche a far lavorare gratis Rogan in cambio di biglietti omaggio per lui e i suoi amici. Dopo circa 15 eventi, Rogan accettò finalmente la proposta di lavoro, come commentatore live (insieme a Mike Goldberg fino alla fine del 2016). Joe Rogan ha vinto per due volte il premio Wrestling Observer Newsletter Award come "Best Television Announcer", e ha ricevuto sei nomination come "Personalità MMA dell'anno" agli World MMA Awards. Nel 2006, ha condotto il programma televisivo settimanale Inside the UFC.

### Podcast
Nel dicembre 2009, Rogan lancia il suo podcast gratuito insieme all'amico e collega Brian Redban. La prima puntata viene registrata il 24 dicembre e inizialmente andava in onda a cadenza settimanale su Ustream. Nell'agosto 2010, il podcast fu rinominato The Joe Rogan Experience ed entrò nella lista dei "Top 100 podcast" su iTunes, e nel 2011 è stato selezionato da SiriusXM Satellite Radio. Il podcast tratta di svariati argomenti, con la presenza in studio di ospiti che discutono di eventi attuali, fatti di cronaca, politica, filosofia, sport, cinema, hobby e numerose altre materie di discussione. Nel gennaio 2015, il podcast aveva oltre 11 milioni di download. Nell'ottobre dello stesso anno, il podcast veniva scaricato da oltre 16 milioni di utenti ogni mese, il che lo rende, di fatto, uno dei più ascoltati tra i podcast gratuiti.
Con il passare degli anni, The Joe Rogan Experience è diventato uno dei podcast più seguiti a livello mondiale e nel gennaio 2019 ha vinto il premio di iHeartRadio come "Best Comedy Podcast".
A maggio 2020, Spotify ha annunciato che, a partire dal mese di settembre, The Joe Rogan Experience verrà diffuso sulla sua piattaforma streaming. L'accordo sarebbe costato alla società oltre 100 milioni di dollari statunitensi.

## Vita privata
Rogan ha sposato nel 2009 Jessica Ditzel, ex cameriera, e la coppia ha due figlie, la prima nata nel maggio 2008, la seconda nel 2010. Della famiglia fa parte anche una figlia nata da una precedente relazione della moglie. La famiglia ha vissuto per breve tempo a Boulder (Colorado) e a Bell Canyon, in California, mentre dal 2020 si è trasferita a Lake Austin, nel Texas
Rogan, che si è sempre dichiarato scettico sui vaccini COVID-19, è risultato positivo al COVID-19 il 1º settembre 2021. Ha riferito di aver assunto ivermectina (un farmaco usato per la sverminazione) come terapia anti-COVID; la cosa ha sollevato diverse critiche, essendo un trattamento ampiamente screditato dalla Food & Drug Administration, con conseguente rischio di assunzione inopportuna del medicinale in coloro che hanno accesso ai negozi specializzati in veterinaria.

## Filmografia

### Spettacoli comici
- I'm Gonna Be Dead Someday (CD) (2000)
- Live from the Belly of the Beast (DVD) (2001)
- Joe Rogan: Live (DVD) (2006)
- Shiny Happy Jihad (CD) (2007)
- Talking Monkeys in Space (CD & DVD) (2010) - Comedy Central Records
- Live from the Tabernacle (Download digitale) (2012)
- Rocky Mountain High (Comedy Central Direct) (2014)
- Triggered (Netflix) (2016)
- Strange Times (Netflix) (2018)

### Televisione
| Anno                 | Titolo                               | Ruolo                                                   | Note                                                |
| -------------------- | ------------------------------------ | ------------------------------------------------------- | --------------------------------------------------- |
| 1994                 | Hardball                             | Frank Valente                                           |                                                     |
| 1995–1999            | NewsRadio                            | Joe Garrelli                                            |                                                     |
| 1996                 | MADtv                                | Se stesso, ospite                                       | Stagione 2, Episodio 7                              |
| 1997                 | Bruce Testones, Fashion Photographer | Sceneggiatore, se stesso                                |                                                     |
| 1997–presente        | Ultimate Fighting Championship       | Intervistatore (1997–2002) Commentatore (2002–presente) |                                                     |
| 2001–2002            | Late Friday                          | Conduttore                                              |                                                     |
| 2001–2006; 2011–2012 | Fear Factor                          | Conduttore                                              |                                                     |
| 2002                 | Just Shoot Me!                       | Chris                                                   | A Beautiful Mind                                    |
| 2003                 | Good Morning, Miami                  | Se stesso                                               | Stagione 1, Episodio 17: Fear and Loathing in Miami |
| 2003–2004            | The Man Show                         | Se stesso                                               | Conduttore                                          |
| 2003–2004            | Chappelle's Show                     | Se stesso                                               | Stagione 1, Episodio 4 Stagione 2, Episodio 12      |
| 2003–2007            | Last Comic Standing                  | Talent scout celebrità                                  |                                                     |
| 2005–2008            | The Ultimate Fighter                 | Annunciatore                                            |                                                     |
| 2006                 | Inside the UFC                       | Conduttore                                              |                                                     |
| 2007–2009            | UFC Wired                            | Conduttore                                              |                                                     |
| 2009                 | Game Show in My Head                 | Conduttore                                              |                                                     |
| 2012–2013            | UFC Ultimate Insider                 | Se stesso                                               |                                                     |
| 2013                 | Joe Rogan Questions Everything       | Se stesso                                               |                                                     |
| 2015                 | Silicon Valley                       | Se stesso                                               | Stagione 2, Episodio 6: Homicide                    |

### Film e documentari
| Anno | Titolo                                      | Ruolo            |
| ---- | ------------------------------------------- | ---------------- |
| 2002 | It's a Very Merry Muppet Christmas Movie    | Se stesso, cameo |
| 2007 | The Union: The Business Behind Getting High | Se stesso        |
| 2007 | American Drug War: The Last White Hope      | Se stesso        |
| 2010 | DMT: The Spirit Molecule                    | Se stesso        |
| 2010 | Venus & Vegas                               | Richie           |
| 2011 | Il signore dello zoo                        | Gale             |
| 2012 | Colpi da maestro                            | Se stesso        |
| 2017 | Bright                                      | Se stesso        |

### Videogiochi
- EA Sports UFC (2014) - commento
- EA Sports UFC 2 (2016) - commento
- EA Sports UFC 3 (2018) - commento

## Premi e riconoscimenti
Teen Choice Awards
- Nomination per Choice TV Reality/Variety Host per Fear Factor (2003)

World MMA Awards
- MMA Personaliity of the Year (2011, 2012, 2014, 2015, 2016, 2017)

Wrestling Observer Newsletter
- Best Television Announcer (2010, 2011)